# به خواب رفتن مریم مقدس
به خواب رفتن مریم مقدس (انگلیسی: Dormition of the Mother of God) یا درگذشت مریم مقدس از زندگی زمینی یکی از بزرگترین اعیاد برای پیروان کلیسای ارتدکس شرقی، کلیسای ارتدکس مشرقی و کلیسای کاتولیک شرقی است که به مرگ و صعود آسمانی مریم اشاره دارد. این جشن گرامی‌داشت به خواب رفتن مادر عیسی مسیح و صعود جسم وی به بهشت است.

## معناشناختی
استفاده از عبارت به خواب رفتن در کلیساهای ارتدکس به معنای مرگ است. واژه مرگ ماری تئوتوکوس لقب اصلی و مهم‌ترین عنوان ستایشی برای مریم، مادر عیسی است که به ویژه در مسیحیت شرقی به گستردگی از آن استفاده می‌شود. اما تئوتوکوس به معنای واقعی کلمه به عنوان حامل خدا ترجمه شده و قیام جسمانی مریم قبل از عروج به بهشت معنی می‌شود.
در مجموع اصطلاح Dormition بیانگر این باور است که مریم باکره بدون رنج، در یک آرامش معنوی درگذشت. این عقیده بر اساس مبانی کتاب مقدس تکیه نمی‌کند، بلکه سنت مقدس مسیحیان ارتدکس آن را تأیید می‌کند. این رویداد اگرچه در برخی از نوشته‌های آخرالزمانی قدیمی آورده شده اما نه کلیسای ارتدکس و نه مسیحیان دیگر این رویداد را متعلق به کتاب مقدس نمی‌دانند.

## باورمندی
پیروان کلیسای ارتدکس شرقی از اول سپتامبر خود را برای جشن به خواب رفتن مریم مقدس آماده می‌کنند. باورمندی آنان بر این است که در لحظه مرگ مریم، عیسی بر وی فرود آمد و مادر را با خود به آسمان‌ها برد.
کلیسای کاتولیک روم اگرچه این جشن را در ذات قبول دارد اما در ترجمان و مفهوم آن از دیدگاه الهیات، رفتاری متفاوت با جشن کلیسای شرقی دارد. از این منظر که کلیسای کاتولیک بر این عقیده اصرار دارند که مریم به‌طور طبیعی درگذشت و پس از آن به آسمان عروج کرد.
کلیسای ارتدکس مشرقی نیز باور دارند که مریم به مرگ طبیعی از دنیا رفت و پس از ۳ روز جسمش به روح وی در آسمان ملحق گردید. با این همه درگذشت مریم در عهد جدید کتاب مقدس ثبت نشده‌است.

## زمان جشن

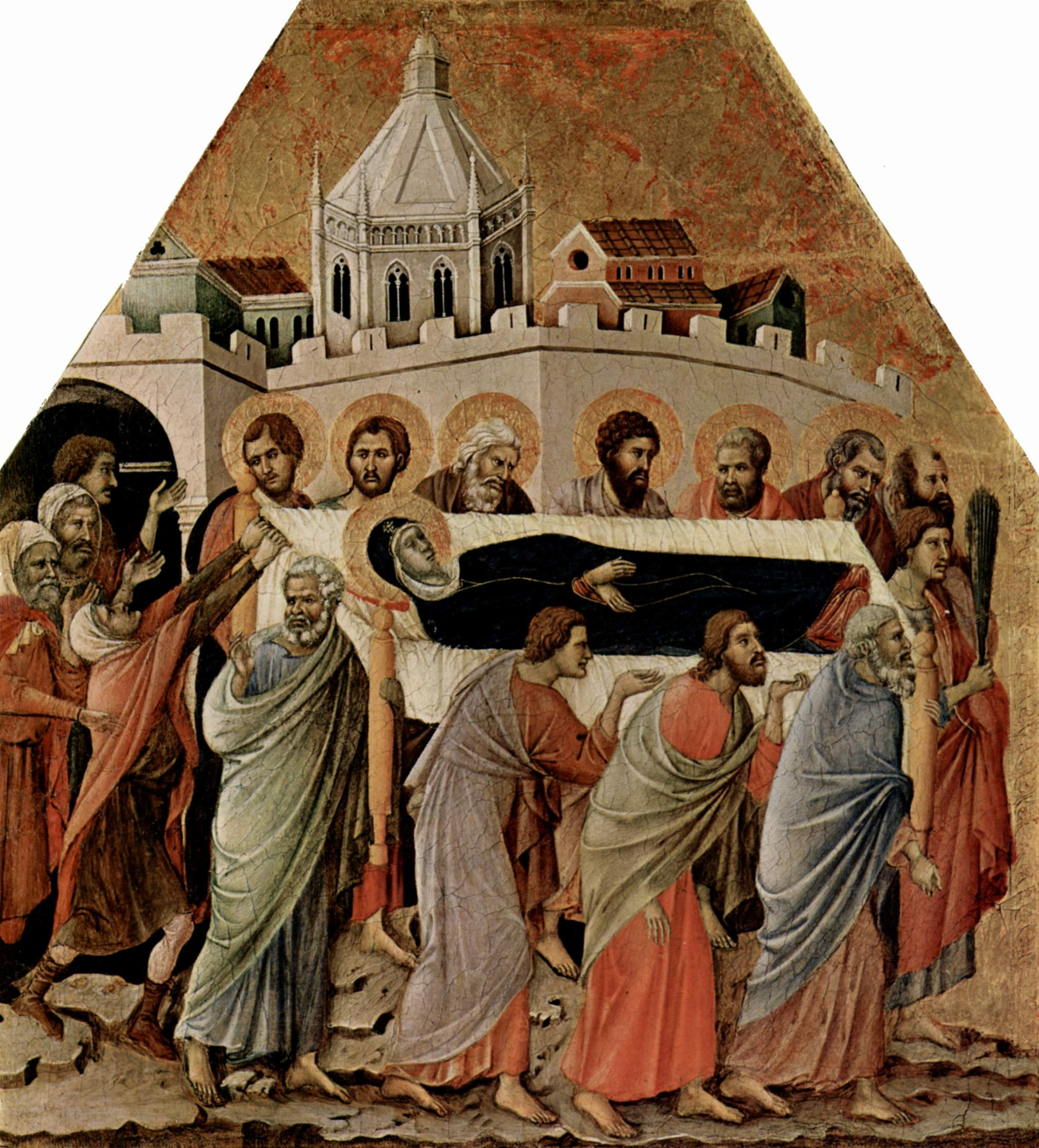
جشن خواب مادر خدا

این جشن در ۱۵ اوت به عنوان جشن خواب مادر خدا جشن گرفته می‌شود. پیروانی که گاه‌شماری ژولینی را دنبال می‌کنند در ۲۸ اوت و کلیسای حواری ارمنی این رویداد را نه در یک تاریخ معین، بلکه در یکشنبه نزدیک به ۱۵ اوت جشن می‌گیرند. در کلیساهای غربی این جشن به عنوان عروج مریم معروف است.

## نگارخانه

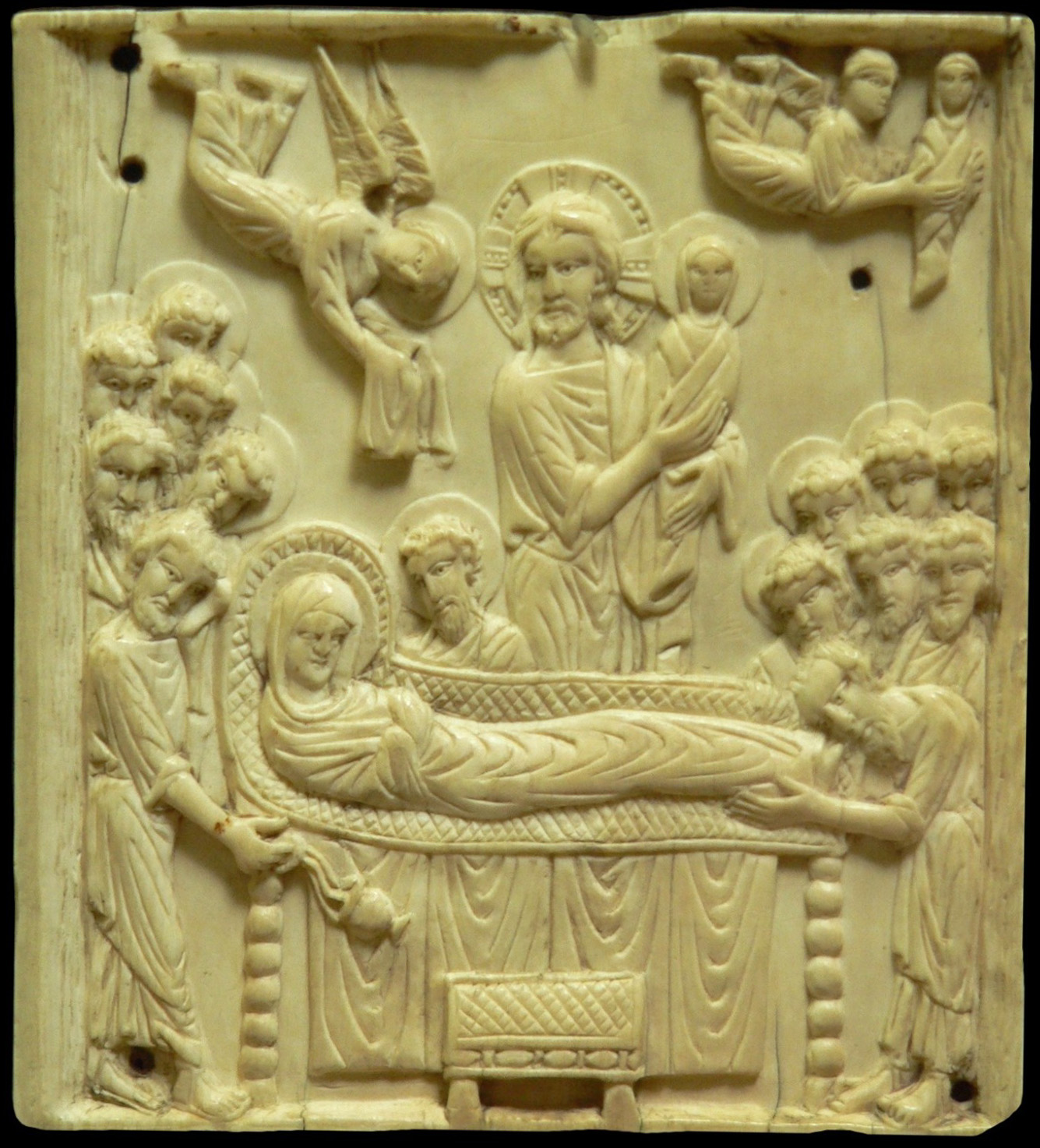
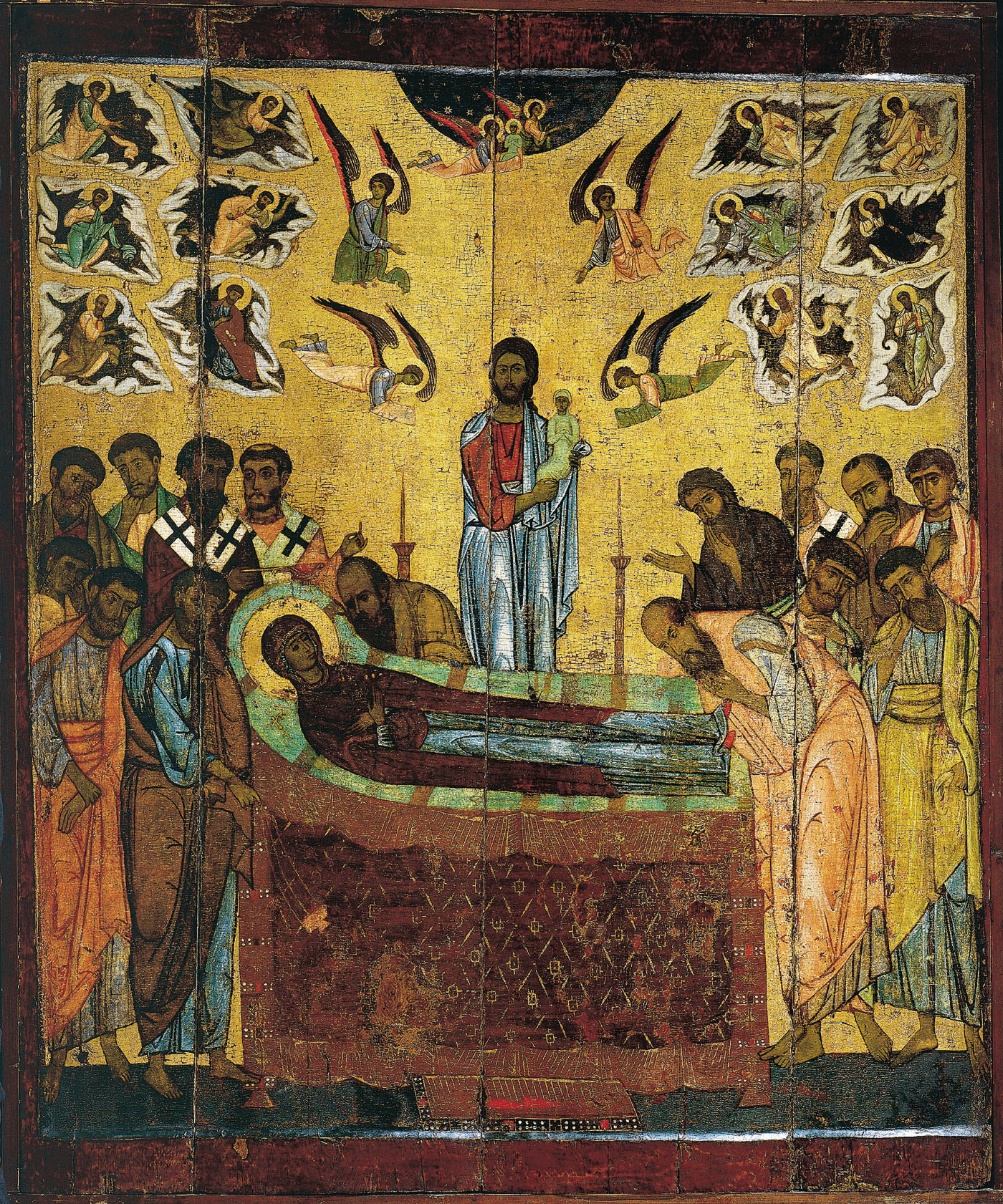
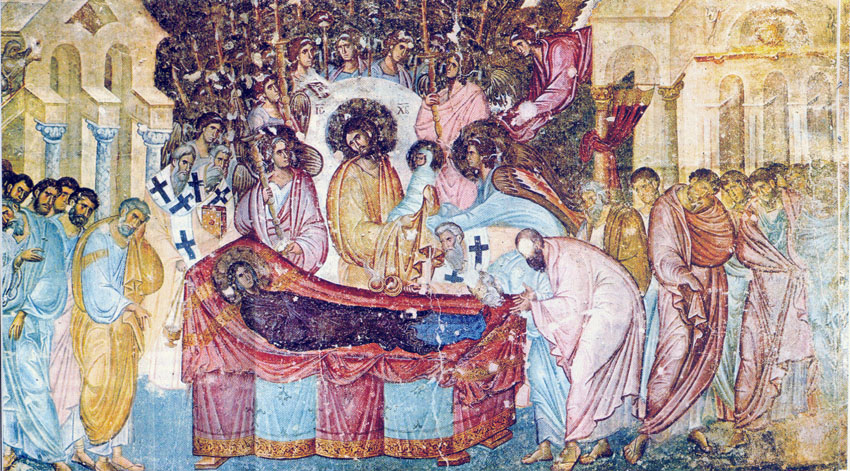
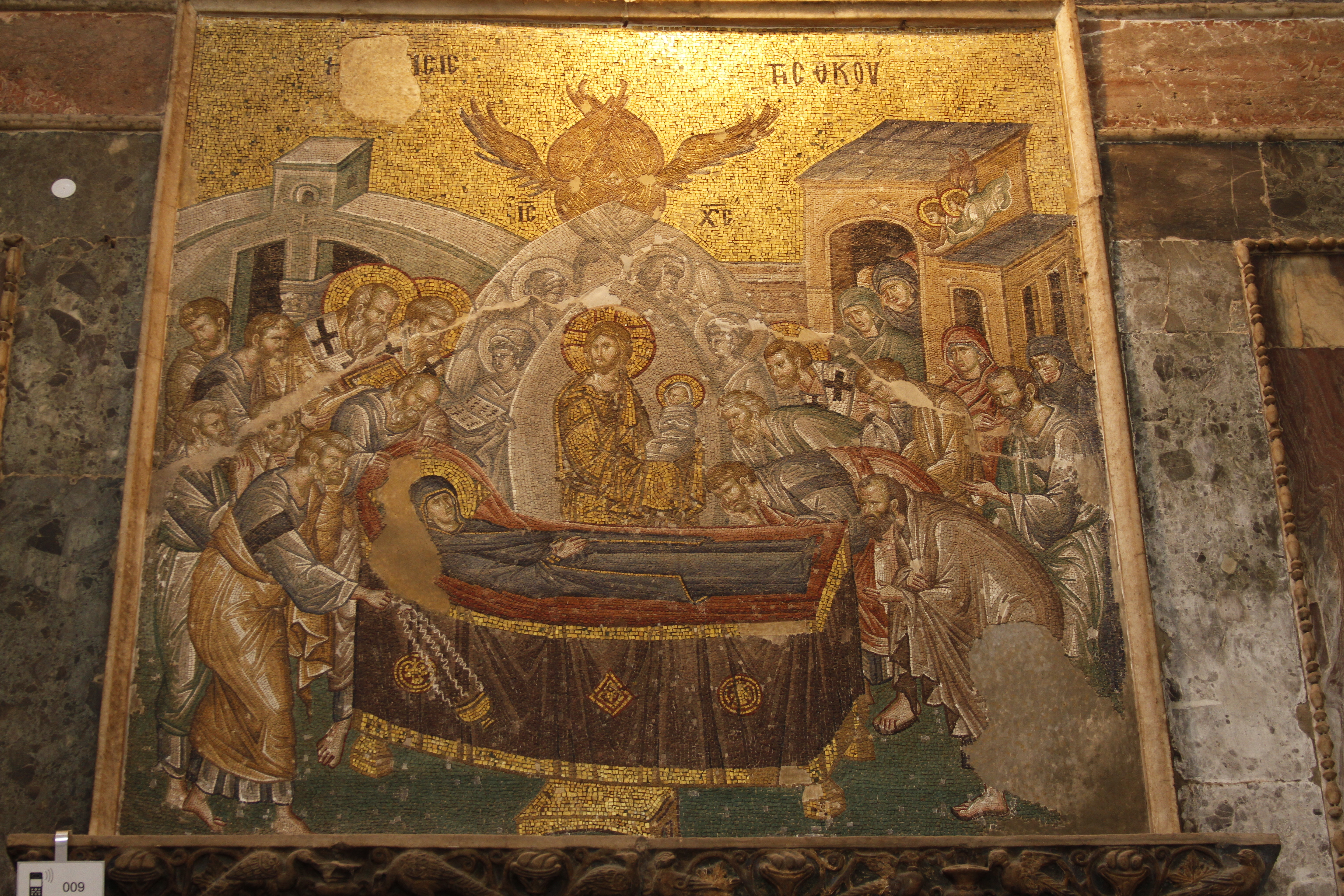
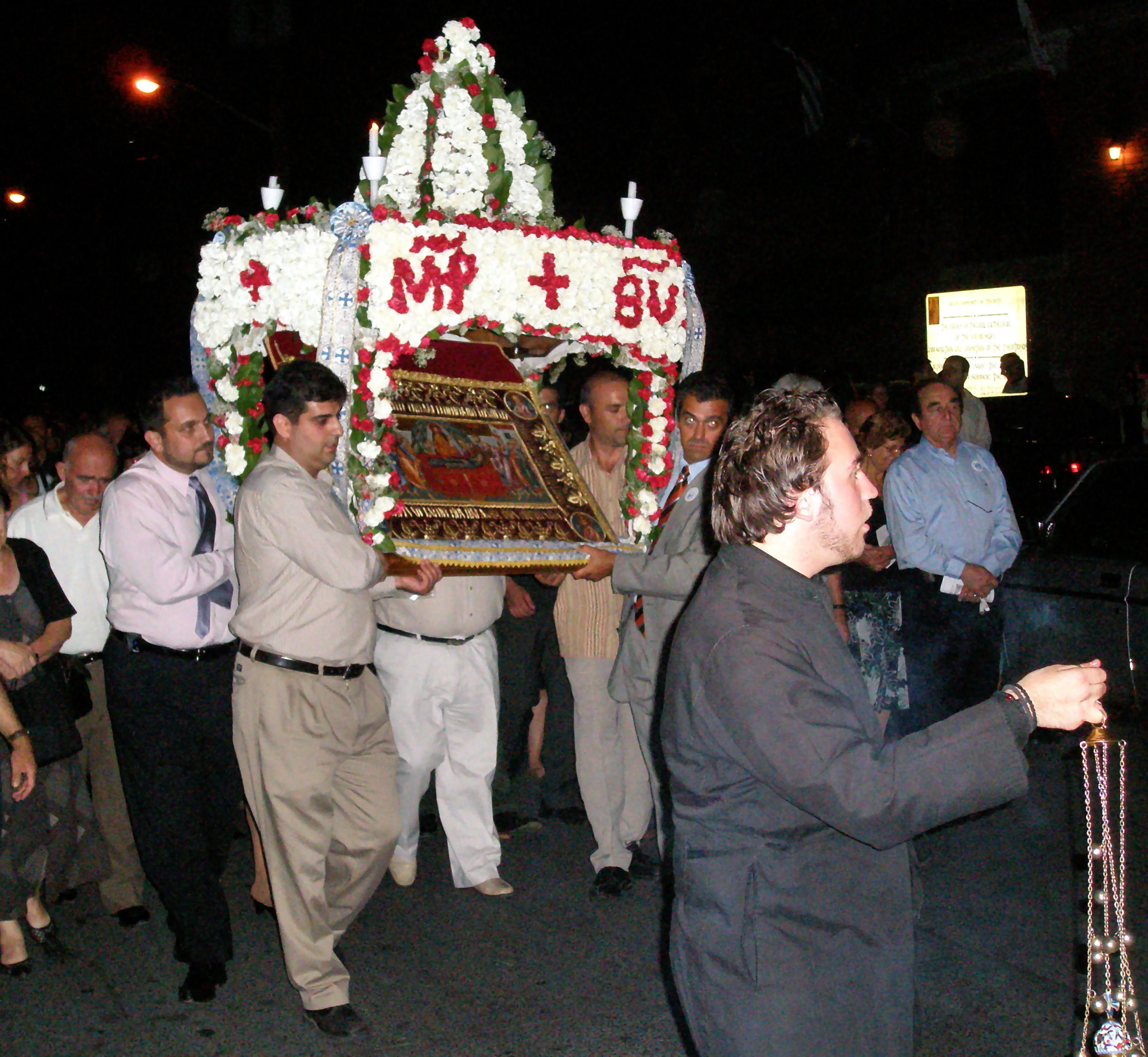
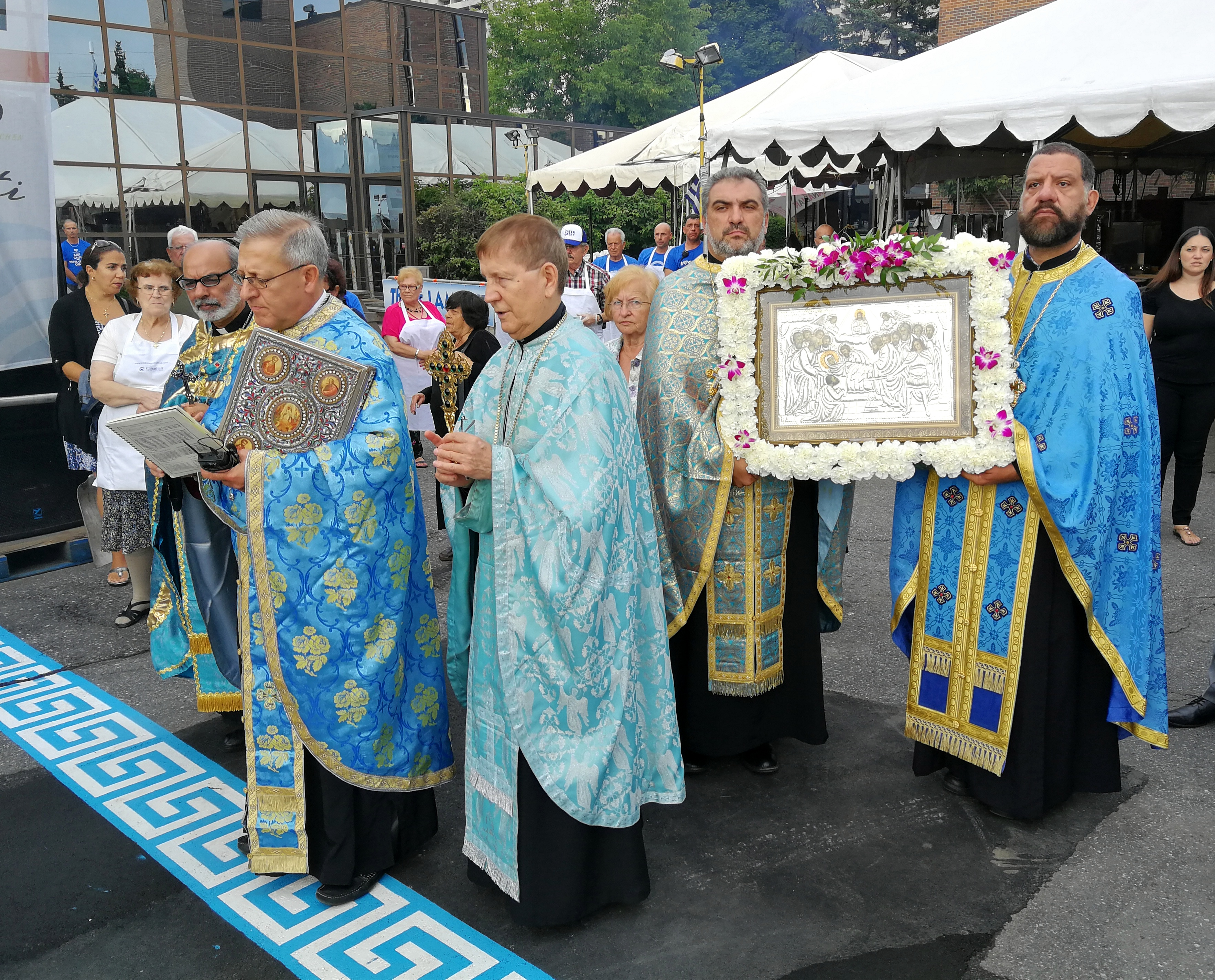